# Marcin Dziuba
Marcin Dziuba (ur. 17 lipca 1983 w Zamościu) – polski szachista i trener szachowy, arcymistrz od 2007 roku.

## Kariera szachowa
Jest wielokrotnym medalistą mistrzostw Polski juniorów: złotym (Krynica 1998 - do lat 16, Jarnołtówek 2003 - do lat 20) oraz  srebrnym (Nowa Ruda 1999 - do lat 16, Wisła 2000 - do lat 18, Zakopane 2001 - do lat 18, Brzeg Dolny 2001 - do lat 20). Wiele razy reprezentował Polskę na mistrzostwach świata i Europy juniorów w różnych kategoriach wiekowych. Najlepsze wyniki osiągnął w latach 2000 (IV m. w mistrzostwach Europy do lat 18 w Chalkidiki) i 2001 (V m. na mistrzostwach Europy do lat 20 w Patras).
W roku 2005 zwyciężył w memoriale Emanuela Laskera w Barlinku, podzielił I m. w memoriale Akiby Rubinsteina w Polanicy-Zdroju oraz podzielił II m. w Metz (za Michaiłem Gurewiczem, wspólnie z Kevinem Spraggettem, Andriejem Szczekaczewem, Didierem Collasem i Christianem Bauerem). Rok później zwyciężył w turnieju Cracovia (edycja 2005/06) w Krakowie oraz zadebiutował w finale mistrzostw Polski seniorów, zajmując VIII m.. Podzielił również I m. w otwartym turnieju w Montpellier (Montpellier (2006, dz. I z Radosławem Jedynakiem, Stanisławem Sawczenko, Hichamem Hamdouchim i Markiem Hebdenem) oraz zdobył we Wrocławiu tytuł akademickiego mistrza Polski. W 2007 zwyciężył (przed m.in. Radosławem Jedynakiem i Mikulasem Manikiem) w turnieju open w Teplicach. W 2008 r. zajął IV m. w kolejnym finale mistrzostw Polski mężczyzn, rozegranym w Lublinie. W 2009 r. zwyciężył w openach rozegranych w Lublinie (wspólnie z Vidmantasem Malisauskasem) oraz w Belgradzie.
Najwyższy ranking w dotychczasowej karierze osiągnął 1 kwietnia 2013 r., z wynikiem 2610 punktów zajmował wówczas 8. miejsce wśród polskich szachistów.
Jako trener współpracował m.in. z Michałem Olszewskim, Radosławem Wojtaszkiem i Dariuszem Świerczem. Od 2020 trener kadry narodowej kobiet.